# 크라이니 세베르

크라이니 세베르
크라이니 세베르와 동일시되는 영토

크라이니 세베르(러시아어: Крайний Север)는 주로 북극권의 북쪽에 위치한 러시아의 큰 지역을 일컫는 말로, 수많은 광물과 천연 자원이 묻혀있다. 총 면적은 5,500,000km²에 달하며, 러시아 총 면적의 약 3분의 1일을 이룬다. 한때 크라이니 세베르 지역들은 축치 자치구, 캄차카 변경주, 마가단주, 무르만스크주, 사하 공화국의 전체 지역, 그리고 아르한겔스크주, 이르쿠츠크주, 하바롭스크 변경주, 코미 공화국, 크라스노야르스크 변경주, 카렐리야 공화국, 사할린주, 투바 공화국, 튜멘주의 일부 지역, 그리고 북극해의 모든 섬들과 바다, 베링해, 오호츠크해를 구성했다.

## 최대 도시
아르한겔스크(인구수 349,742명), 야쿠츠크(322,987명), 무르만스크(287,847명), 세베로드빈스크(181,990명), 노릴스크(181,830명), 페트로파블롭스크캄차츠키(181,216명), 노비우렌고이(118,033명), 노야브리스크(110,620명), 마가단(95,052명)이 러시아의 크라이니 세베르의 최대 도시들이다.

## 같이 보기
- 북극해 항로
- 러시아 극동